# Săcueni
Săcueni (udtale: səkuˈjenʲ; ungarsk: Székelyhíd; tysk: Zickelhid; jiddisch: סעעקלהיד Seklhid; tyrkisk: Sengevi), ofte stavet Săcuieni, er en by i distriktet Bihor i Rumænien. Byen har 10.720 (2021) indbyggere og administrerer fem landsbyer: Cadea (Kágya), Ciocaia (Csokaly), Cubulcut (Érköbölkút), Olosig (Érolaszi) og Sânnicolau de Munte (Hegyközszentmiklós).

## Geografi
Den ligger ca. 42 km nordøst for Oradea, i nærheden af Ungarns grænse i Bihor, Crișana, Rumænien.

## Historie
Den første skriftlige omtale af byens navn stammer fra 1217. Derefter opstod navnet i 1278 som Zekulhyd og i 1325 som Zekulhyda, hvis betydning er Székelys bro på ungarsk, og ifølge en legende boede Székelys (ungarsk folkegruppe) her for at bevogte broen Ér allerede i det 10. århundrede.[kilde mangler]
I 1417 gav den ungarske konge Sigismund Székelyhíd retten til at arrangere et marked, og kort tid efter fik de også ret til at holde det hver uge. I 1514 blev den besat af György Dózsas hær, og i 1661 blev den også besat af Det Osmanniske Rige. Som en betingelse for Vasvárfreden blev byens borg ødelagt i 1665. Fra 1691 var den en del af Habsburgermonarkiet frem til Det østrig-ungarske kompromis i 1867. Herefter blev den en del af Kongeriget Ungarn inden for Østrig-Ungarn.
Efter opløsningen af Østrig-Ungarn i 1918/1920 blev byen en del af Rumænien. Som følge af Anden Wienerdiktat kom den tilbage til Ungarn mellem 1940 og 1945. Siden da har den været en del af Rumænien.

## Galleri
- Stubenberg Slot set forfra
- Reformeret kirke
- Reformeret kirke set fra siden